# ツチカメムシ科
ツチカメムシ科（ツチカメムシか、学名：Cydnidae）は、カメムシ目の昆虫の1群。普通のカメムシのように両肩が張った形でなく、全体に楕円形のずんぐりした形を持つ。歩脚も頑丈で土壌生活に適応した姿を持つ。

## 特徴
おおむね楕円形の体形のカメムシである。一般的なカメムシでは前胸背や前翅の前端部分が左右に張り出していたり腹部の両端が広がっていたりするが、本科のものではそのようなことがなく、また体表は滑らかで顕著な突出部や棘なども持たない。体に厚みがあるものが多い。体色は茶色から黒の地味な色のものが多く、また光沢があり、その姿は甲虫のようにも見える。ただし色に関してはベニツチカメムシ亜科のものでは鮮やかな赤になるものを含む。それ以外の群でも白や黄色の斑紋を持つものや金属光沢を持つ例もある。体表は滑らかではあるが長い毛を備えることが多い。
体長は2mmほどの微小な種から20mmを越える大型の種まである。頭部は前方が横に広がって平たくなっていることが多い。触角は普通5節ある。それぞれの歩脚の基節は先端の縁に沿ってやや太い棘状毛が櫛状に並んでおり、これを基節櫛 Coxal comb という。また勁節には多くの棘が並んでいるのが普通である。その他に前肢の勁節の先端部分が多少とも平らになり、へら状や櫛状の形を取るものが多い。これらの特徴は土壌で生活するための適応と考えられる。
一部で植物の上に生活するものが知られるが、多くは地表か土壌で生活している。植食性であり、植物の根や果実、種子から吸汁する。ただし詳しい部分は不明な点が多い。ホシツチカメムシ亜科やベニツチカメムシ亜科のものの中には母親が卵や幼生を保護する亜社会性を示すものが知られている。

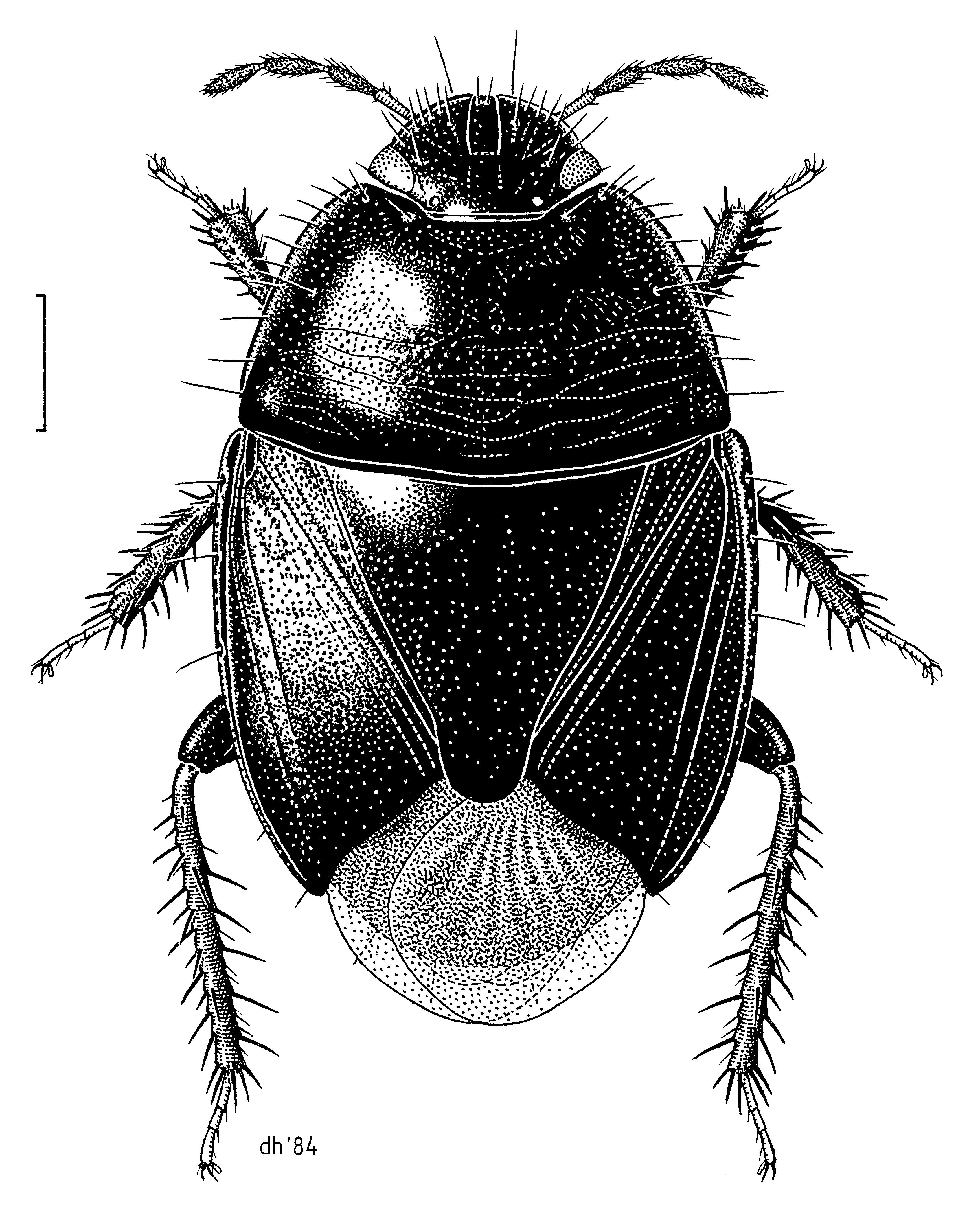
Philopodemus australis
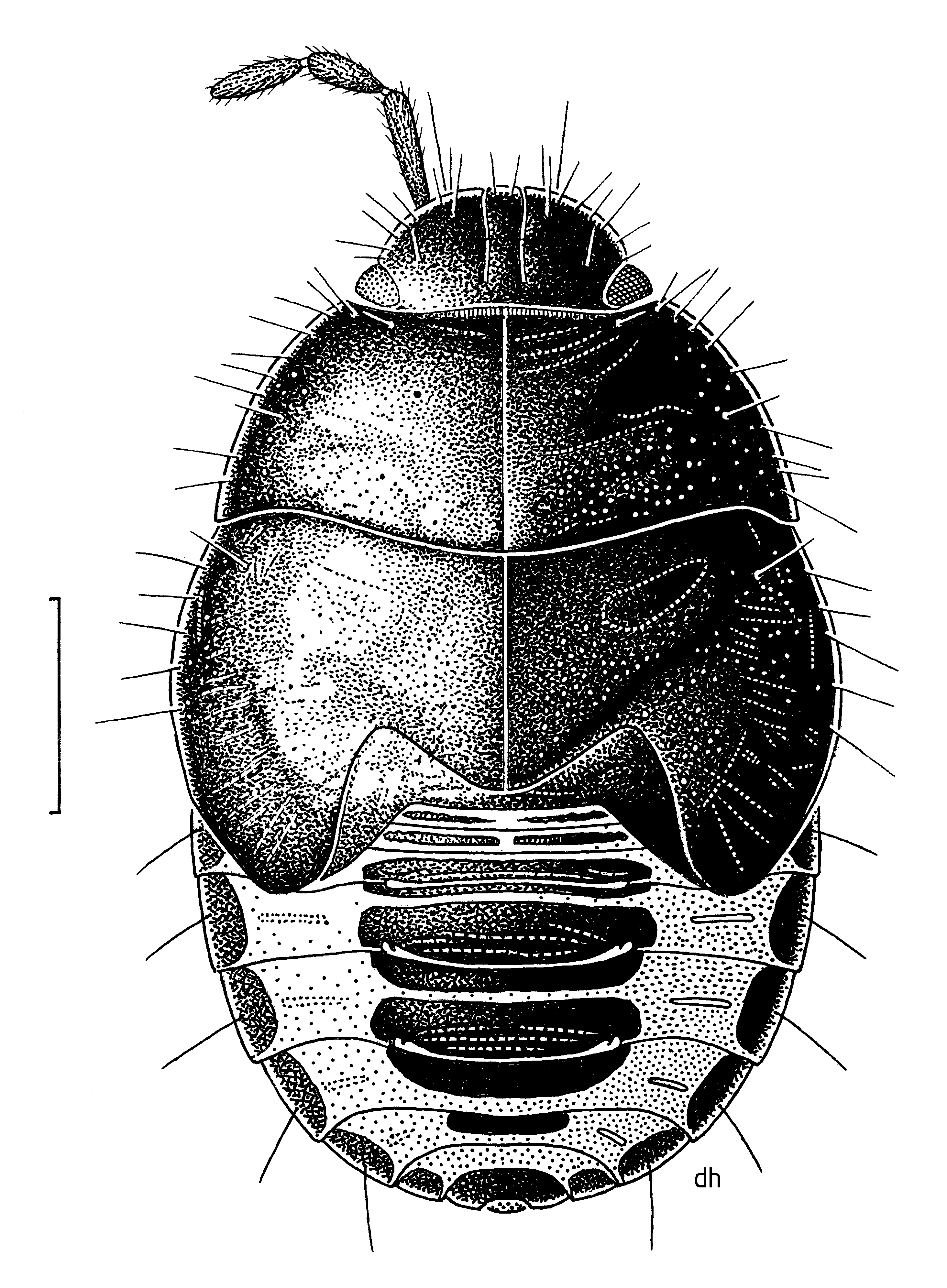
同、幼虫

## 分類
世界で約100属、930種ほどが知られる。8亜科にまとめる説が伝統的だが確定はしておらず、たとえばベニツチカメムシ亜科を独立の科とすべきとの説などがある。
日本には16属23種が知られている。以下に代表的なものを示す。
- Grasauriinae ヒラタツチカメムシ亜科
  - Grasauria ヒラタツチカメムシ属 - ヒラタツチカメムシ
- Scaptocorini ジムグリツチカメムシ亜科
  - Schiodtella ジムグリツチカメムシ属 - ジムグリツチカメムシ
- Cydninae ツチカメムシ亜科
  - Cydnini ツヤツチカメムシ族
    - Chilocoris ツヤツチカメムシ属 - オオツヤツチカメムシ
    - Parachilocoris チャイロツヤツチカメムシ属 - チャイロツヤツチカメムシ

  - Geotomini ツチカメムシ族
    - Adrisa ヨコヅナツチカメムシ属 - ヨコヅナツチカメムシ
    - Aethus ミナミマルツチカメムシ属 - ミナミマルツチカメムシ
    - Byrsinus ハマベツチカメムシ属 - ハマベツチカメムシ
    - Fromundiellus ミナミクロツチカメムシ属 - ミナミクロツチカメムシ
    - Lactistes カマアシツチカメムシ属 - カマアシツチカメムシ
    - Macroscytus ツチカメムシ属 - ツチカメムシ・コツチカメムシ
    - Microporus マルツチカメムシ属 - マルツチカメムシ
- Sehirinae ホシツチカメムシ亜科
  - Adomerus ミツボシツチカメムシ属 - ミツボシツチカメムシ・マダラツチカメムシ
  - Canthophorus シロヘリツチカメムシ属 - シロヘリツチカメムシ
- Parastrachiinae ベニツチカメムシ亜科
  - Parastrachia ベニツチカメムシ属 - ベニツチカメムシ

## 利害
特に重要なものはない。